# Pedro, o Diácono (cronista)
Pedro, o Diácono (em latim: Petrus Diaconus) foi um bibliotecário na Abadia de Montecassino no século XII e continuador da "Chronicon Monasterii Casinensis", geralmente chamada de "Crônica de Montecassino", originalmente escrita por Leão de Óstia. De acordo tanto com Chalandon quanto Lorde Norwich, Pedro era fraco tanto como escritor quanto como escritor, muito inferior a Leão.

## História
Supostamente um descendente dos condes de Túsculo, Pedro recebeu em 1115 o comando do mosteiro de Montecassino. Por volta de 1127, ele foi obrigado a deixar a abadia e se retirou em Atina (moderna Atenas), aparentemente por ser um seguidor do abade Orderísio. Em 1137, recebeu permissão de voltar e foi no mesmo ano que apareceu perante o imperador Lotário II, que estava na Itália, em nome do mosteiro. O soberano ficou tão encantado com ele que o nomeou seu capelão e secretário; ele teria também se ligado permanentemente a ele se não fosse pela intervenção do abade Wibaldo, que considerava necessário o retorno de Pedro à abadia.
Em Montecassino, Pedro tornou-se bibliotecário e encarregado dos arquivos, do qual ele compilou um registro. Além de continuar a Crônica de Leão de 1075 até 1138, escreveu diversas obras históricas: "De viris illustribus Casinensibus", "De ortu et obitu justorum Casinensium", "De Locis sanctis", "Disciplina Casinensis" e "Rhythmus de novissimis diebus". 
Pedro escreveu, sob o codinome de Gordiano, a "Paixão de São Plácido". Suas obras foram publicadas por Migne na Patrologia Latina CLXXIII, 763-1144.

## Bibligrafia
- Leão de Óstia. Chronicon Monasterii Casinensis.
- Chalandon, Ferdinand. Histoire de la domination normande en Italie et en Sicilie. Paris, 1906.
- Norwich, John Julius. The Normans in the South 1016-1130. Longmans: Londres, 1967.